# Hennes svaga punkt
Hennes svaga punkt är en amerikansk film från 1941 i regi av Norman Taurog. Manuset var direkt skrivet för filmen av Lionel Houser. Filmen är en romantisk komedi med Rosalind Russell i huvudrollen som en domare som råkar ut för ett försök att påverka ett av hennes domslut.

## Handling
Tidningsmagnaten Judson M. Blair är inte nöjd med det utfall han fått efter sin skilsmässa av domare Porter. Han utarbetar tillsammans med en nyligen uppsagd journalist en plan för att få domaren att ändra sitt beslut.

## Rollista
- Rosalind Russell - Cornelia C. Porter, domare
- Walter Pidgeon - Jeff Sherman
- Edward Arnold - Judson M. Blair
- Lee Bowman - Walter Caldwell
- Jean Rogers - Dotty
- Mary Beth Hughes - Adele Blair
- Guy Kibbee - Graham, domare
- Barbara Jo Allen - Jane
- Leon Belasco - Alexander
- Bobby Larson - Freddie
- Charles Coleman - Wilton
- Thurston Hall - Northcott
- Anne Revere - Nettie, husa (ej krediterad)